# Myrmoteras iriodum
Myrmoteras iriodum är en myrart som beskrevs av Mark W. Moffett 1985. Myrmoteras iriodum ingår i släktet Myrmoteras och familjen myror. Inga underarter finns listade i Catalogue of Life.

## Bildgalleri

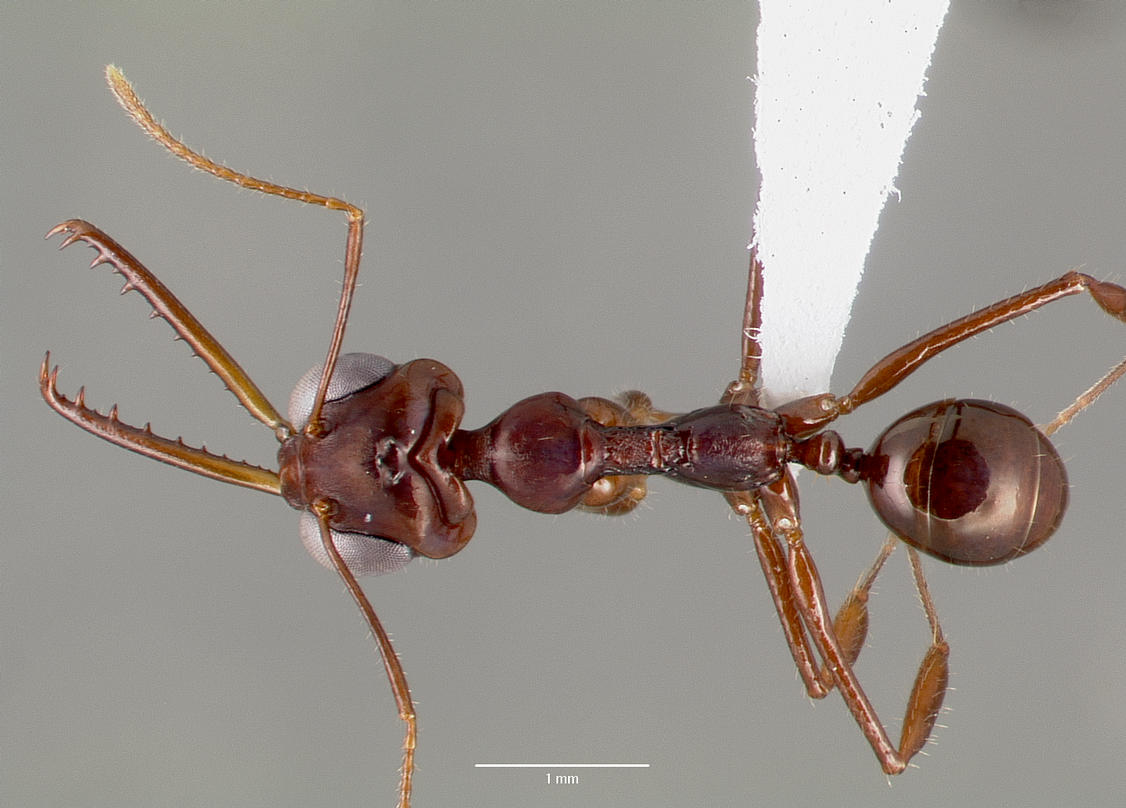
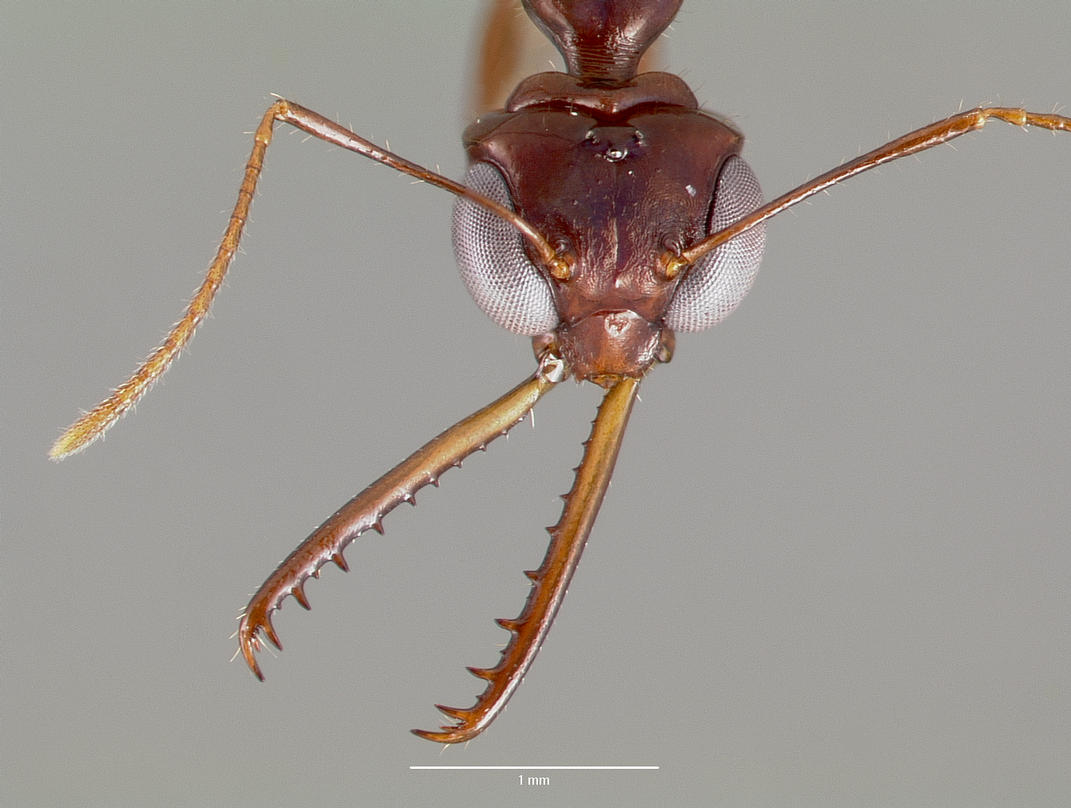
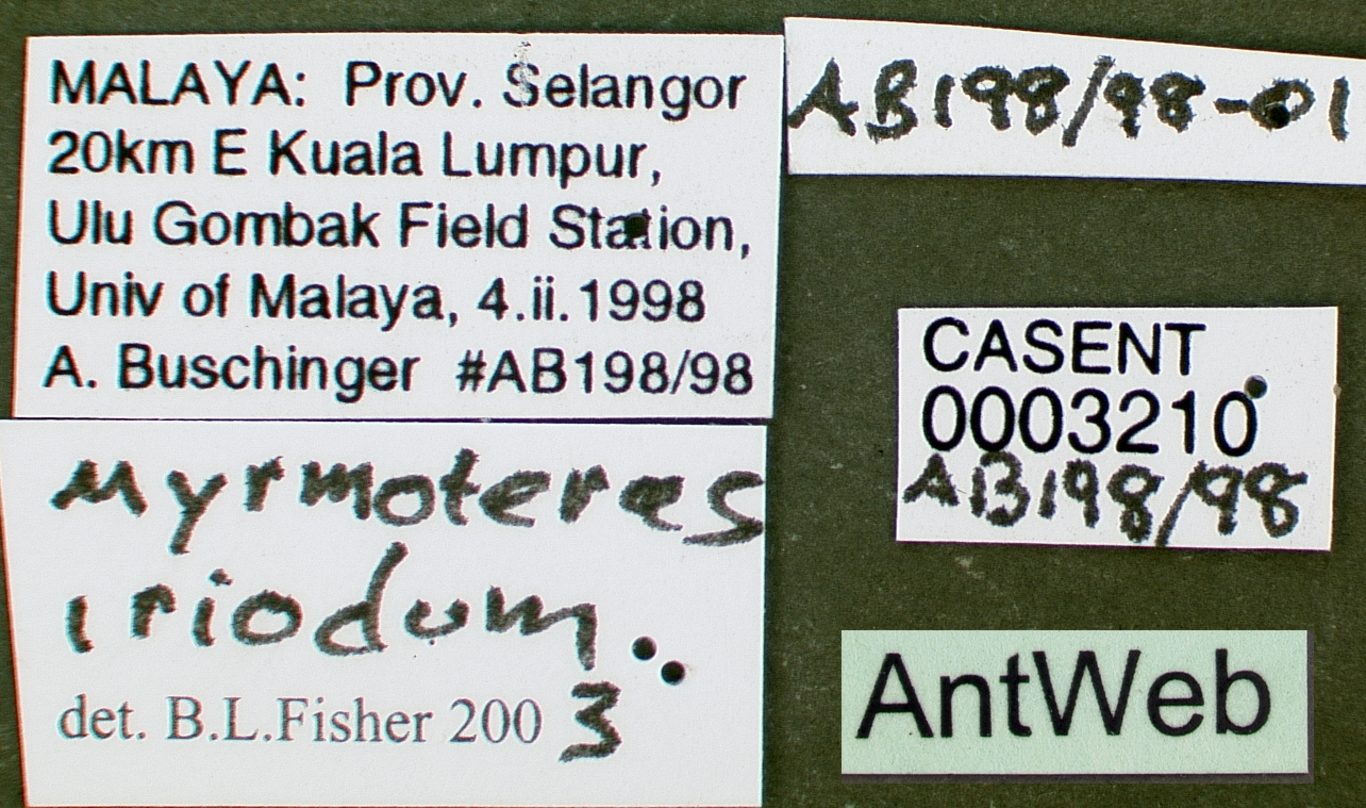
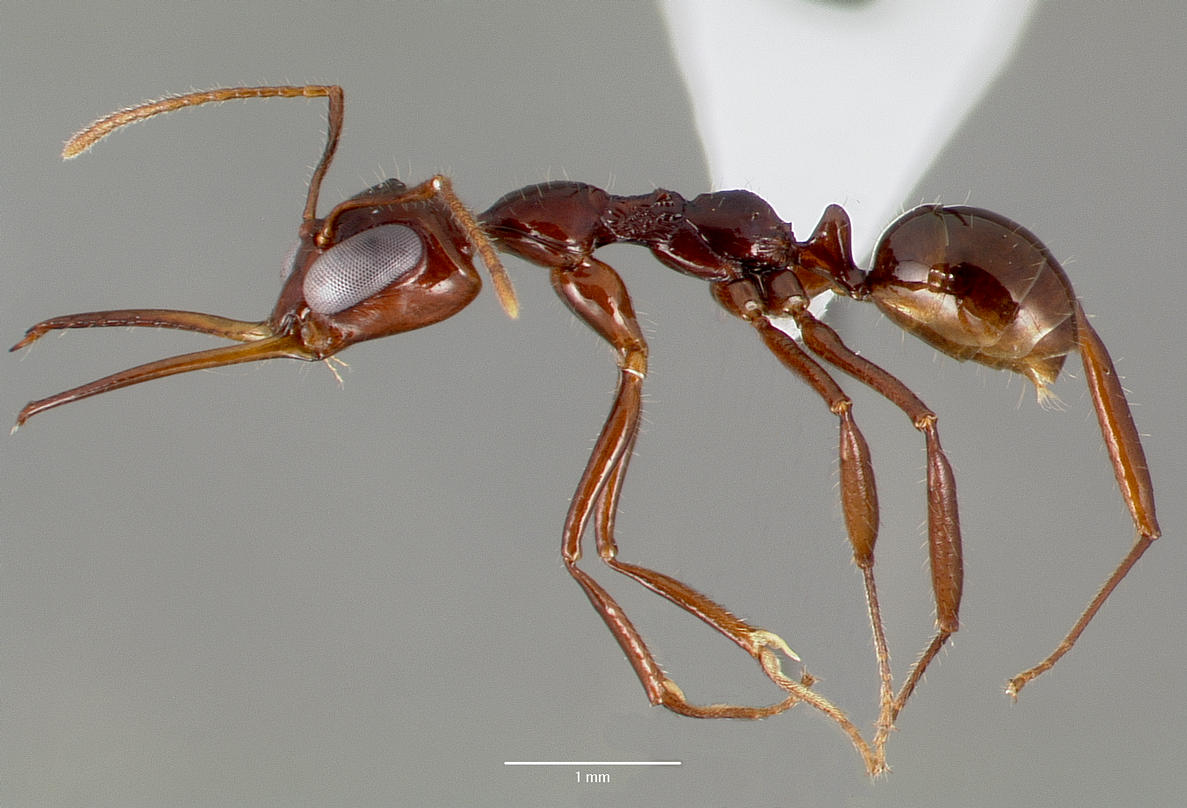
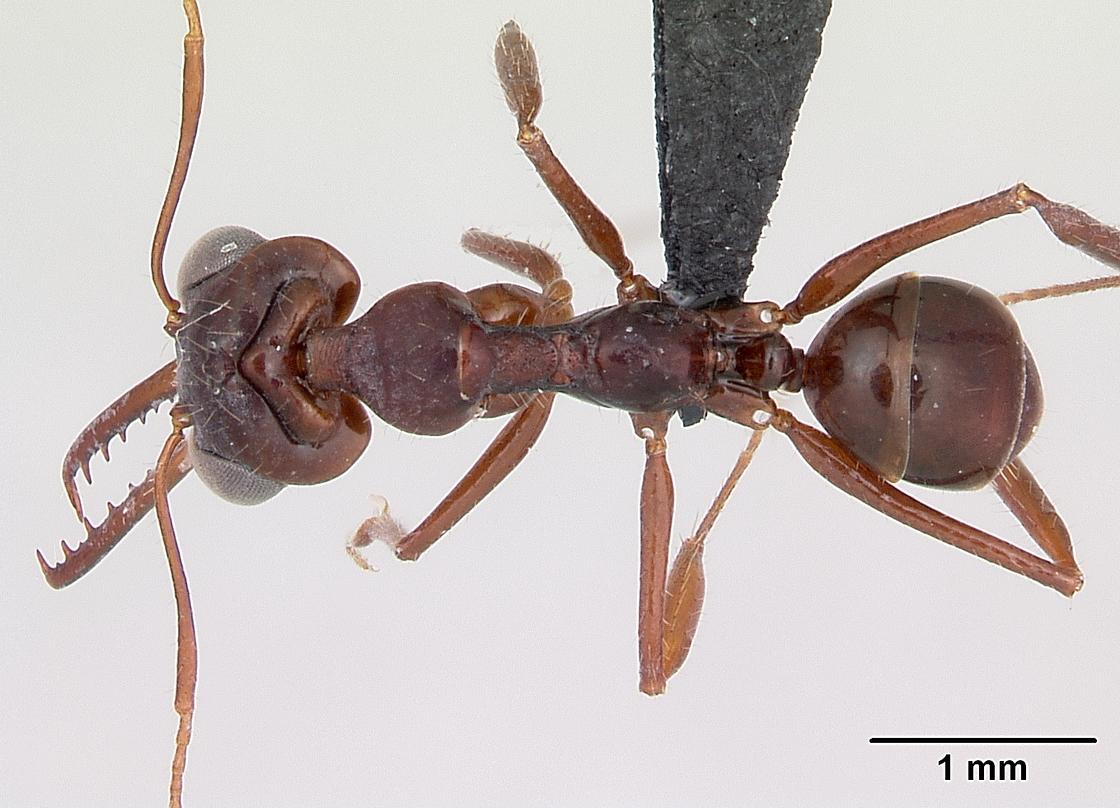
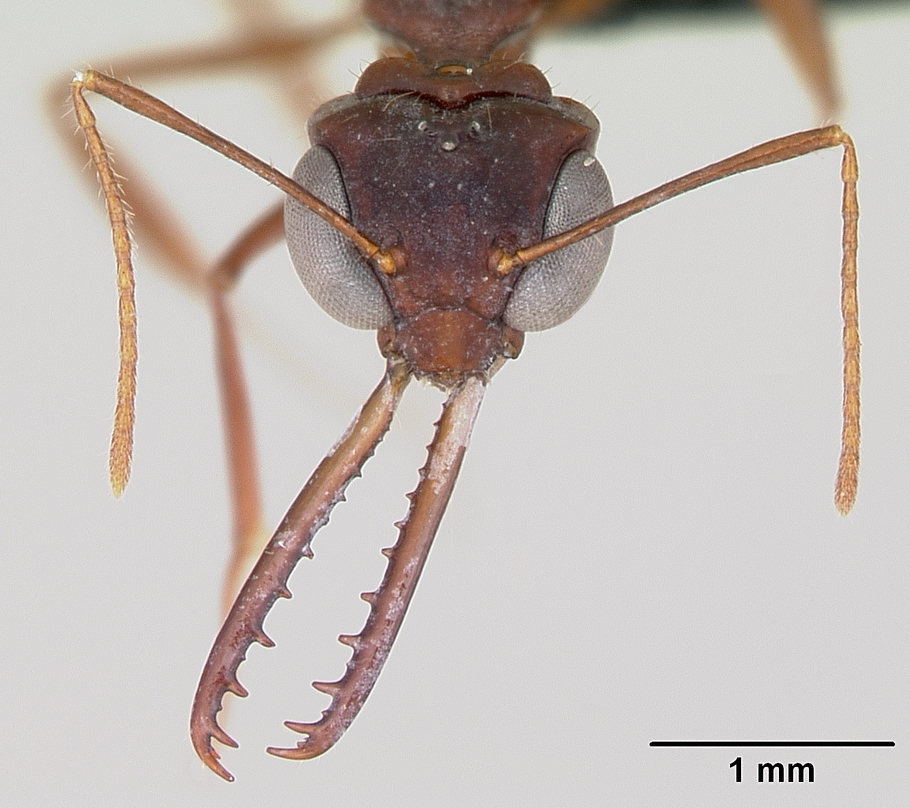